# Abdullah Karmil
Abdullah Karmil (* 22. Januar 1988 in Istanbul) ist ein türkischer Fußballspieler.

## Karriere

### Verein
Karmil begann mit dem Vereinsfußball in der Jugend von Trabzonspor. Hier erhielt er im Sommer 2008 einen Profi-Vertrag, wurde aber bereits nach einem Monat an die Zweitmannschaft Trabzonspors, an den Drittligisten 1461 Trabzon ausgeliehen. Der Leihvertrag wurde einmal für eine Saison verlängert. Zum Frühjahr 2010 wurde der Leihvertrag aufgelöst und Karmil an Çorumspor ausgeliehen. Zum Saisonende wechselte er dann samt Ablöse zu diesem Verein.
Bereits zum Sommer 2011 verließ er Çorumspor und kehrt zu 1461 Trabzon zurück. Mit dieser Mannschaft feierte er zum Saisonende 2011/12 die Meisterschaft der TFF 2. Lig und damit den direkten Aufstieg in die zweitklassige TFF 1. Lig. Aufgrund seiner überzeugenden Leistungen wechselte er zur Rückrunde der Saison 2012/13 zum Erstligisten Trabzonspor. Hier soll er den verletzungsbedingt für längere Zeit ausfallenden Giray Kaçar ersetzen.
Die Saison 2013/14 wird Karmil auf Leihbasis bei Ankaraspor spielen. Im Sommer 2014 wechselte Kamil zum Zweitligisten Adanaspor. Bereits nach einer Saison zog er zum Ligarivalen Alanyaspor weiter.
Nach einer halben Saison bei Alanyaspor heuerte er für die Rückrunde beim Istanbuler Drittligisten Kartalspor an. Nach der Rückrunde verließ er diese wieder und schloss sich Çorum FK an. Nach einem 17-monatigen Aufenthalt folgten maximal einjährige Stationen bei Sivas Belediyespor, Sarıyer SK und Bandırmaspor. Seit August 2020 steht Karmil bei Düzcespor unter Vertrag.

### Nationalmannschaft
Karmil spielte neben der türkischen U-18 auch für die U-19- und die U-21-Jugendnationalmannschaft.

## Erfolg
1461 Trabzon
- Meister der TFF 2. Lig und Aufstieg in die TFF 1. Lig: 2011/12